# Подвижной состав санкт-петербургского трамвая

## Подвижной состав

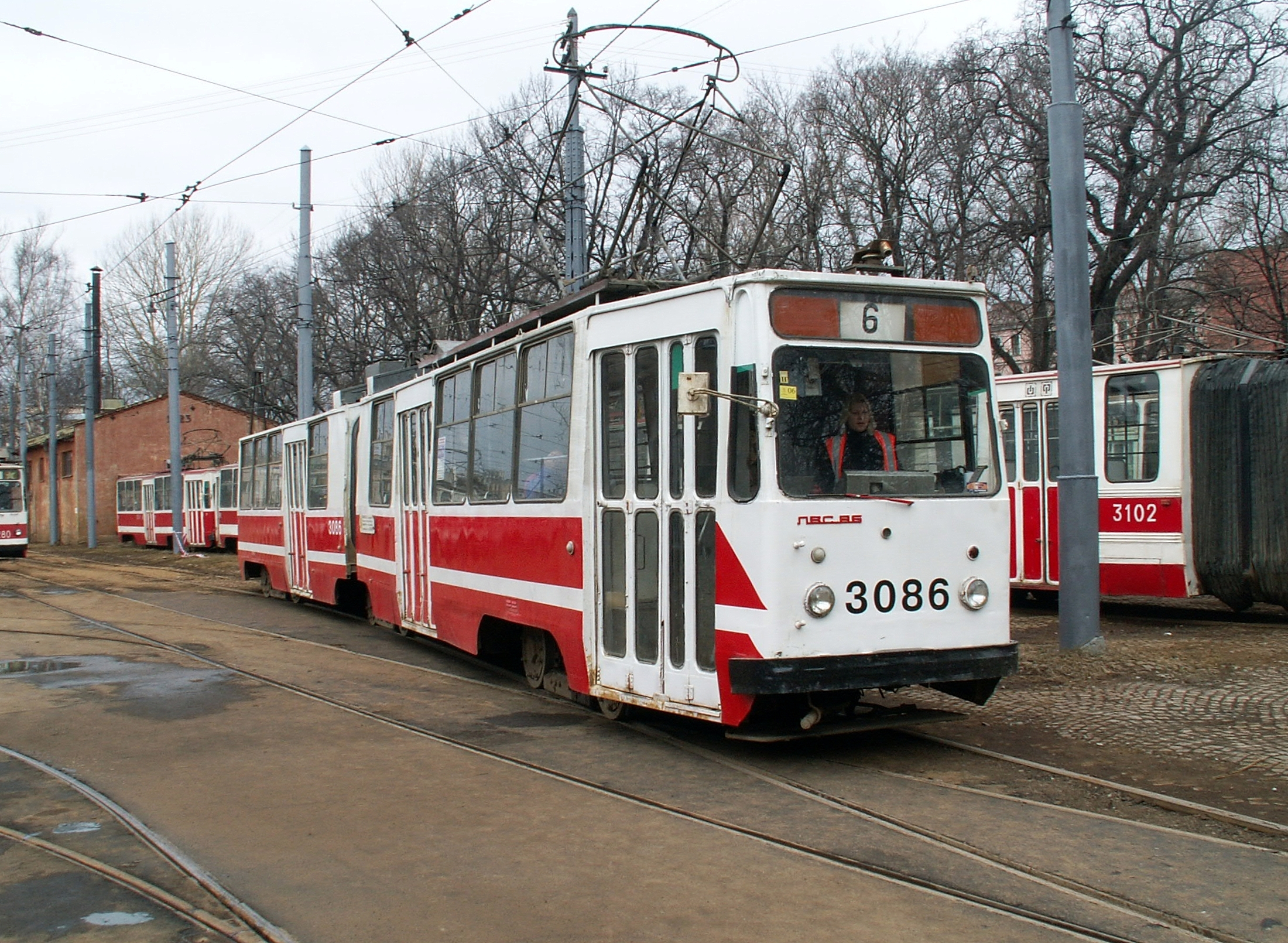
Трамвайный вагон ЛВС-86К инв. № 3086 на веере трамвайного парка им. Блохина.

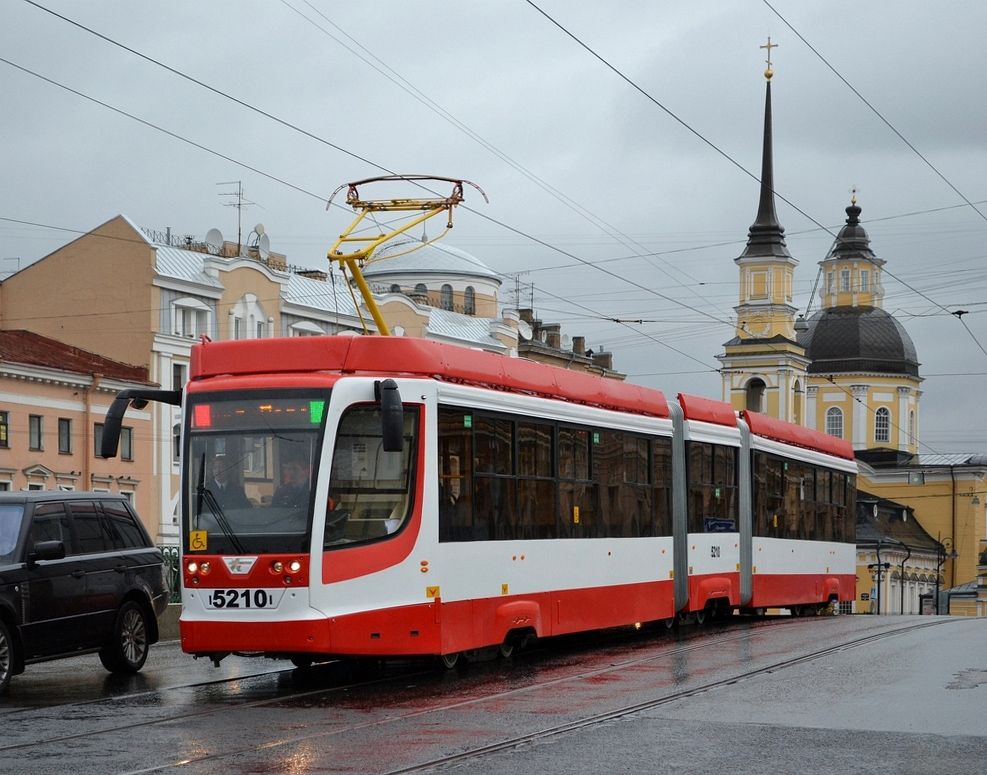
Трамвайный вагон КТМ-31 на мосту Белинского

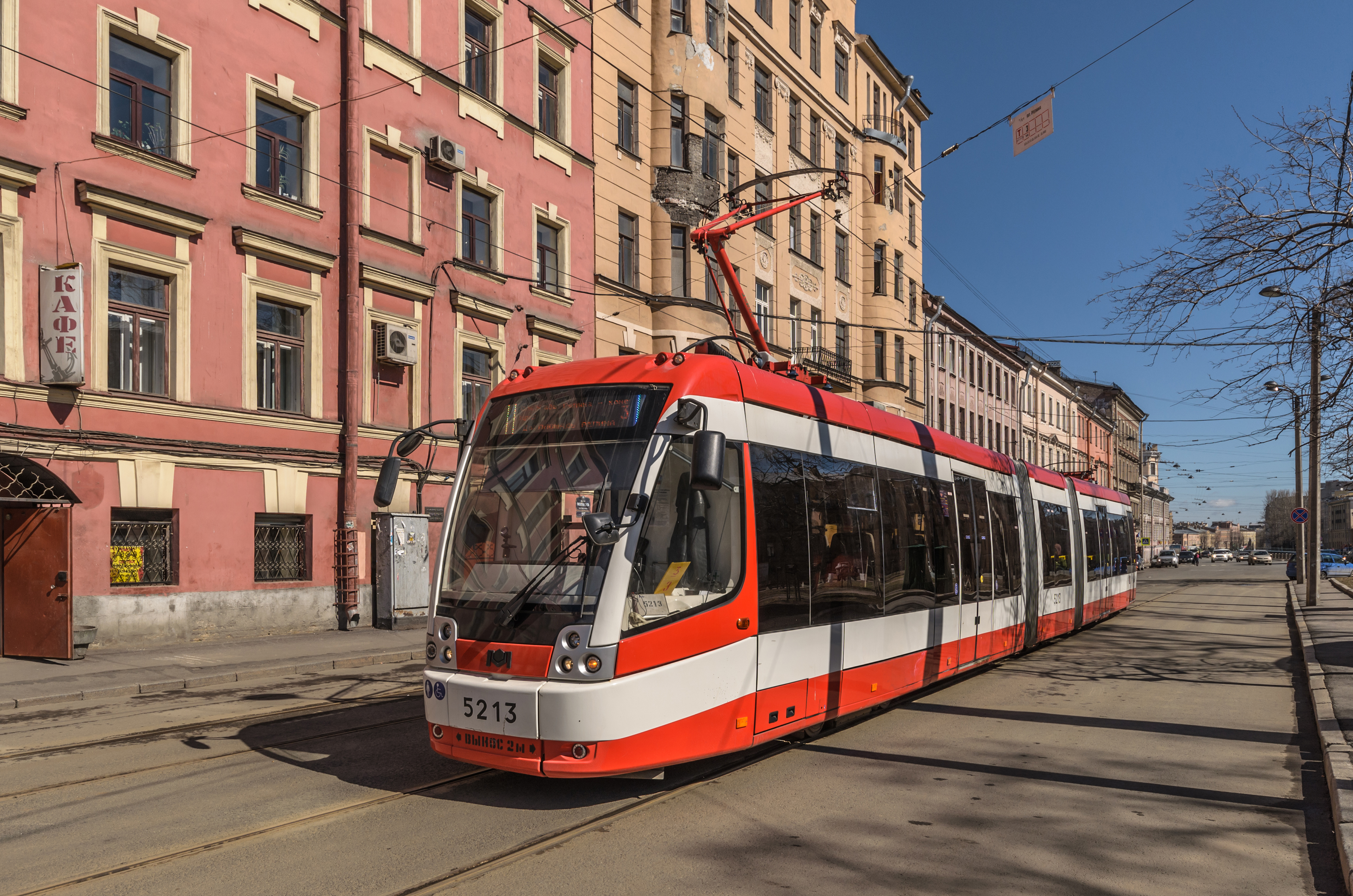
Трамвайный вагон БКМ-84300M на к/ст. Площадь Репина

| Модель                          | Иллюстрация   | Завод-изготовитель                                                                                        | Число эксплуатировавшихся пассажирских вагонов | Начало эксплуатации | Конец эксплуатации | Нумерация | Работа в трамвайных поездах | Примечания |
| ------------------------------- | ------------- | --- | ---------------------------------------------- | ------------------- | ------------------ | --- | --- | --- |
| МБ                              |               | «Brush Electrical Engineering Company»                                                                    | 190                                            | 1907                | 1960-е годы        | № 1001—1190 | | Часть вагонов была переоборудована: с 1925 по 1929 — в ПБф, с 1939 по 1940 — в ПБбф                                                                                                   |
| МП-8                            |               | Коломенский машиностроительный завод и Мытищинский машиностроительный завод                               | 138                                            | 1908                | 1937               | | | Впоследствии были переоборудованы в грузовые. |
| МП-10                           |               | Коломенский машиностроительный завод и Мытищинский машиностроительный завод                               | 57                                             | 1908                | 1937               | | | Впоследствии были переоборудованы в грузовые. |
| МВ                              |               | Коломенский машиностроительный завод и Мытищинский машиностроительный завод                               | 306                                            | 1913                | 1970-е годы        | | | Впоследствии были переоборудованы и переданы в другие города. |
| ПК                              |               | Путиловский завод Петербургский вагоностроительный завод Управление эксплуатации городских железных дорог | 20 25                                          | 1908                | 1926               | | использовались с моторными вагонами | Были переоборудованы из коночных вагонов |
| ПД                              |               | Путиловский завод                                                                                         | 50                                             | 1908                | 1935               | № 601—650 | использовались с моторными вагонами | |
| ПУ                              |               | Путиловский завод                                                                                         | 20                                             | 1909                | 1935               | № 651—670 | использовались с моторными вагонами | |
| ПГ                              |               | Maschinenfabrik Augsburg-Nürnberg AG                                                                      | 20                                             | 1909                | 1935               | № 671—690 | использовались с моторными вагонами | |
| МФ                              |               | Завод «Феникс»                                                                                            | 28                                             | 1915                | 1940               | | | |
| ПВбФ                            |               | Путиловский завод                                                                                         |                                                | 1927                | 1950               | | использовались с моторными вагонами | |
| ПВф                             |               | Коломенский машиностроительный завод, Мытищинский машиностроительный завод                                |                                                | 1913                | 1930               | | использовались с моторными вагонами | |
| ПБф                             |               | Центральные вагоноремонтные мастерские                                                                    |                                                | 1925                | 1937               | № 1001—1190 | использовались с моторными вагонами | Были переделаны из вагонов МБ |
| МШ                              |               | Трамвайный парк имени Коняшина                                                                            | 15                                             | 1927                | 1932               | № 301—315 | | |
| ПБбФ                            |               | Центральные вагоноремонтные мастерские                                                                    |                                                | 1939                | 1960               | № 414—600 | использовались с моторными вагонами | Были переделаны из вагонов МБ |
| МС-1                            |               | Путиловский завод                                                                                         |                                                |                     |                    | | | |
| ПС                              |               | Путиловский завод                                                                                         | 335                                            | 1929                |                    | № 1-335 | Работали с моторными вагонами МС | |
| МС-2                            |               | Путиловский завод                                                                                         |                                                |                     |                    | | | |
| МС-3                            |               | Путиловский завод                                                                                         |                                                |                     |                    | | | |
| МСП-3                           |               | Путиловский завод                                                                                         |                                                |                     |                    | | | |
| МС-4                            |               | Путиловский завод                                                                                         |                                                |                     |                    | | | |
| МСО-4                           |               | Путиловский завод                                                                                         |                                                |                     |                    | | | |
| МСП-4                           |               | Путиловский завод                                                                                         |                                                |                     |                    | | | |
| МЦ                              |               | Центральные вагоноремонтные мастерские                                                                    | 6                                              | 1931                | 1940               | | | |
| МХ                              |               | Мытищинский Машиностроительный завод                                                                      |                                                |                     |                    | | | |
| ПМ                              |               | Мытищинский Машиностроительный завод                                                                      |                                                |                     |                    | | | |
| ММ                              |               | Завод «Красное Сормово»                                                                                   |                                                |                     |                    | № 4001-4012 | | |
| ЛМ-33 (МА) «Американка»         |               | Василеостровский трамвайный парк                                                                          | 226                                            | 1933                | 18 марта 1979      | № 4021-4483 (нечётные) | Работали с прицепными вагонами ЛП-33 | |
| ЛП-33 (ПА) «Американка»         |               | Василеостровский трамвайный парк                                                                          | 232                                            | 1933                | 1979               | № 4022-4472 (чётные) | Работали с моторными вагонами ЛМ-33 | |
| ЛМ-36 (МЧ) «Голубой экспресс»   |               | Ленинградский вагоноремонтный завод                                                                       | 1                                              | 1936                | 1957               | № 4501 | Работал с прицепным вагоном ЛП-36 | В конце 1940-х годов передан в Горький |
| ЛП-36 (ПЧ) «Голубой экспресс»   |               | Ленинградский вагоноремонтный завод                                                                       | 1                                              | 1936                | 1957               | № 4502 | Работал с моторным вагоном ЛМ-36 | В конце 1940-х годов передан в Горький |
| ЛМ-47 «Слон»                    |               | Ленинградский вагоноремонтный завод                                                                       |                                                | 1948                | 1973               | № 3502-3584 (чётные) | Работали с прицепными вагонами ЛП-47 | Производились на рамах уничтоженных в годы Блокады Ленинграда ЛМ-33 и ЛП-33 |
| ЛП-47 «Слон»                    |               | Ленинградский вагоноремонтный завод                                                                       |                                                | 1948                | 1973               | № 3501-3285 (нечётные) | Работали с моторными вагонами ЛМ-47 | Производились на рамах уничтоженных в годы Блокады Ленинграда ЛМ-33 и ЛП-33 |
| ЛМ-49                           |               | Ленинградский вагоноремонтный завод                                                                       | 287                                            | 1949                | 1983               | | Работали с прицепными вагонами ЛП-49 | |
| ЛП-49                           |               | Ленинградский вагоноремонтный завод                                                                       | 268                                            | 1949                | 1983               | | Работали с прицепными вагонами ЛМ-49. В 1980-х годах оставшиеся вагоны ЛП-49, чей срок окончания эксплуатации не подошёл к концу, были переделаны для работы в составе с одним или двумя ЛМ-68(М). Впоследствии такие поезда получили наименование «динозавры». | |
| ЛМ-57 «Стиляга»                 |               | Ленинградский вагоноремонтный завод                                                                       |                                                | 1958                | 1986               | № 5002-5365, № 5367…5577, № 5579-5777, № 5779…5941, № 5943…5999 | нет | |
| T2SU                            |               | «Českomoravská Kolben-Daněk»                                                                              | 2                                              | 1960                | 1964               | № 1001, № 1003 | Сначала работали по СМЕ, затем — по отдельности | Эксплуатировались на маршруте № 28 в ТП-4 им. Смирнова. В 1965 году переданы в Волжский                                                                                               |
| ЛВС-66                          | Просмотр фото | Ленинградский вагоноремонтный завод                                                                       | 4                                              | 1966                | 1980-е годы        | № 1001—1004 | нет | |
| ЛМ-67                           | Просмотр фото | Ленинградский вагоноремонтный завод                                                                       | 1                                              | 1967                | 1985               | № 5210 | нет | |
| ЛМ-68 «Аквариум»                |               | Ленинградский вагоноремонтный завод                                                                       |                                                | 1968                | 1993               | № 6001-6365 | Работали по СМЕ по 2 или 3 штуки, а также с прицепными вагонами ЛП-49 | |
| ЛМ-68М                          |               | Ленинградский вагоноремонтный завод                                                                       | 68                                             | ноябрь 1973         | сентябрь 2017      | | Работали по СМЕ до 3 штук, а также существовал поезд с прицепным вагоном ЛП-83 (№ 6450-№ 6600). Также ранее в качестве прицепных вагонов использовались ЛП-49                                                                                                   | |
| ЛВС-80                          | Просмотр фото | Ленинградский завод по ремонту городского электротранспорта                                               | 4                                              | 1980                | 1993               | | В середине 80-х испытывалась СМЕ 9006-9005 | |
| КТМ-5М3 (71-605)                |               | Усть-Катавский Вагоностроительный завод                                                                   | 212                                            | 1982                | 2007               | | Была широко распространена работа двух вагонов по СМЕ | Большинство вагонов работали в СТТП, 47 — изначально в ТП-4 им. Смирнова, впоследствии — также в СТТП. В других парках использовались только служебные вагоны на базе вагонов 71-605. |
| ЛП-83                           | Просмотр фото | Ленинградский завод по ремонту городского электротранспорта                                               | 1                                              | 1983                | 1988               | № 6600 | Работал с моторным вагоном ЛМ-68М (Поезд № 6450-6600). | |
| ЛВС-86                          |               | Ленинградский завод по ремонту городского электротранспорта                                               | 445                                            | 1987                |                    | | До июня 2017 года на линию выходило 7 поездов ЛВС-86, работающих по СМЕ | |
| ЛВС-89                          |               | Ленинградский завод по ремонту городского электротранспорта                                               | 1                                              | 1989                | 2006               | № 3076 | Теоретически мог быть сцеплен по СМЕ с ЛВС-86 | Передан в музей |
| ЛВС-8-2-93                      |               | Петербургский трамвайно-механический завод                                                                | 1                                              | 1994                | 18 сентября 2008   | № 3280 | нет | Передан в музей |
| ЛВС-97                          |               | Петербургский трамвайно-механический завод                                                                | 45                                             | 1997                | 2024               | № 1026—1030, № 1202, № 7100-7109, № 7111, № 8101, 8102, 8106, 8108, 8110, 8111 | нет | Из-за слабого кузова и ненадёжного электрооборудования с 2017 года списываются по мере поступления нового подвижного состава                                                          |
| ЛМ-99                           |               | Петербургский трамвайно-механический завод                                                                |                                                | 1999                |                    | № 1325, 1327, № 1329—1335, № 1337—1345, № 1348—1353, № 1357, 1359, 1360, 1362, 1363, 1368, № 1370—1374, 1376, 1383, 1384, 1386, 1387 № 3301-3312, № 3904-3920, № 5301-5307, № 5317, № 7201-7209, № 7306-7309 № 8315, № 8316, № 8318-8333, № 8335, № 0402-0450, № 0503-0505, № 0507-0508, № 0510, № 0511, 0513, № 0521, № 0518-0521, № 0523-0526, № 0531, 0535, № 0537-0539, № 0542-0554, № 0601 | Теоретически возможна на модификации вагонов с реостатно-контакторной системой управления. Опытная эксплуатация проводилась в начале 2000-х годов. В Петербурге не используется.                                                                                | |
| 71-619                          |               | Усть-Катавский Вагоностроительный завод                                                                   | 1                                              | 2004                | март 2005          | № 0602 | нет | В период с марта 2005 по май 2006 хранился на ПТМЗ, после чего был передан в Волжский                                                                                                 |
| ЛВС-2005                        |               | Петербургский трамвайно-механический завод                                                                | 25                                             | 19 июня 2007        |                    | № 1101—1125 | не предусмотрена | |
| ЛМ-2008                         |               | Петербургский трамвайно-механический завод                                                                | 33                                             | 11 декабря 2008     |                    | № 1401—1433 | нет | |
| ЛМ-68М2                         |               | Цех капитального ремонта СПб ГУП «Горэлектротранс» Октябрьский электровагоноремонтный завод               | 10 (ЦКР) 2 (ОЭВРЗ)                             | 15 января 2013      |                    | № 0400-0407, 3601-3607, 3624-3631, 7653, 7656 | нет | Модернизация вагонов ЛМ-68М |
| 71-631 (71-631-01 71-631-02)    |               | Усть-Катавский вагоностроительный завод                                                                   | 43                                             | 31 октября 2012     |                    | № 5210, 5214—5235, 5237, 5239, 5240-5242, 5244-5246, 5248-5251, 5253, 5254, 7403, 7413, 7314, 7416, 7421 | нет | Как одно- (71-631, 71-631-01), так и двусторонние (71-631-02, 71-631-02.02) |
| АКСМ-843                        |               | Белкоммунмаш                                                                                              | 3                                              | 19 января 2013      | 2024               | № 5211—5213 | нет | Двусторонние |
| Alstom Citadis 301 CIS (71-801) |               | Alstom | 4                                              | 29 декабря 2014     |                    | № 8900-8902, 8907 | нет | |
| 71-623                          |               | Усть-Катавский вагоностроительный завод                                                                   | 21                                             | 15 января 2015      |                    | № 5550-5560 | только модификации с литерой 3 | Модификации -03 — двусторонние но с одной кабиной, предназначены для работы в челночном режиме. Закупались в связи с ремонтом Тучкова моста. 1 вагон передан в Самару, 13 в Енакиево. |
| 71-407 (71-407-01)              |               | Уральский завод транспортного машиностроения                                                              | 1                                              | 19 января 2015      | 2025               | № 5407 | нет | Будучи вагоном с изначально педальным управлением, для Петербурга дооборудован ручным контроллером                                                                                    |
| ЛМ-68М2                         |               | 14 | Октябрьский электровагоноремонтный завод       | ноябрь 2015         |                    | № 1203-1216 | нет | Модернизация вагонов ЛМ-68М |
| ТС-77                           |               | Цех капитального ремонта СПб ГУП «Горэлектротранс»                                                        | 15                                             | март 2016           |                    | № 8340-8351, 3615, 3618, 3819 | нет | Модернизация вагонов ПР (18М), 71-88Г, ЛМ-68М, ЛМ-99 |
| 71-301                          |               | Октябрьский электровагоноремонтный завод                                                                  | 4                                              | июль 2016           |                    | № 8336-8339 | нет | |
| 71-931                          |               | Тверской вагоностроительный завод ПК Транспортные системы                                                 | 10                                             | 2014                |                    | № 0100-0109 | нет | |
| 71-923                          |               | Тверской вагоностроительный завод ПК Транспортные системы                                                 | 7                                              | 2017                |                    | № 0201-0203 | нет | |
| 71-931М                         |               | ПК Транспортные системы                                                                                   | 84                                             | 2017                |                    | № 0110-0120, 7901-7904, 7906-7924, 8908-8928, 8931-8939, 8970-8988 | нет | |
| Stadler B85600M                 |               | Stadler Minsk                                                                                             | 23                                             | март 2018           |                    | № 001—023 | нет | Работают на линиях ООО «ТКК» |
| Stadler B85300M                 |               | Stadler Minsk                                                                                             | 1                                              | август 2018         | 29 апреля 2019     | № 0300 | нет | Испытания до апреля 2019 года |
| 71-633                          |               | Усть-Катавский вагоностроительный завод                                                                   | 1                                              |                     |                    | б/н | нет | В период с июля по сентябрь 2018 хранился в СТТП, после чего был передан на завод |
| 71-922                          |               | Тверской вагоностроительный завод ПК Транспортные системы                                                 | 1                                              | 2019                | 2019               | № 0400 | нет | В период с марта по ноябрь испытывался на линии 100 маршрута, после чего был возвращён на завод                                                                                       |
| 71-923М                         |               | ПК Транспортные системы                                                                                   | 123                                            | 2021                |                    | № 0204-0216, 7800-7882, 8940-8964 | нет | |
| 71-931АМ                        |               | ПК Транспортные системы                                                                                   | 2                                              | 2021                |                    | № 8929-8930 | нет | |
| 71-932                          |               | ПК Транспортные системы                                                                                   | 39                                             | 2023                |                    | № 7750-7787 | нет | |
| 71-628-02                       |               | Усть-Катавский вагоностроительный завод                                                                   | 14                                             | 2023                |                    | № 5500-5513 | | |
| 71-431Р                         |               | Уральский завод транспортного машиностроения                                                              | 36                                             | 2023                |                    | № 3100-3124, 3128, 3130-3141 | нет | |
| АКСМ-Т811                       |               | Белкоммунмаш                                                                                              | 1                                              |                     |                    | б/н | нет | В период с сентября по декабрь 2023 хранился в ПТО "Улица Шаврова", после чего был передан на завод                                                                                   |
| 71-421Р                         |               | Уральский завод транспортного машиностроения                                                              | 12                                             | 2023                |                    | № 3830-3841 | нет | |
| 71-421Р-01                      |               | Уральский завод транспортного машиностроения                                                              | 22                                             | 2024                |                    | № 3800-3821 | нет | |
| 71-911ЕМ                        |               | ПК Транспортные системы                                                                                   | 5                                              | 2024                |                    | № 0300-0304 | нет | |
| 71-638-02                       |               | Усть-Катавский вагоностроительный завод                                                                   | 4                                              | 2024                |                    | № 5810-5813 | нет | |

### Трамвайные поезда

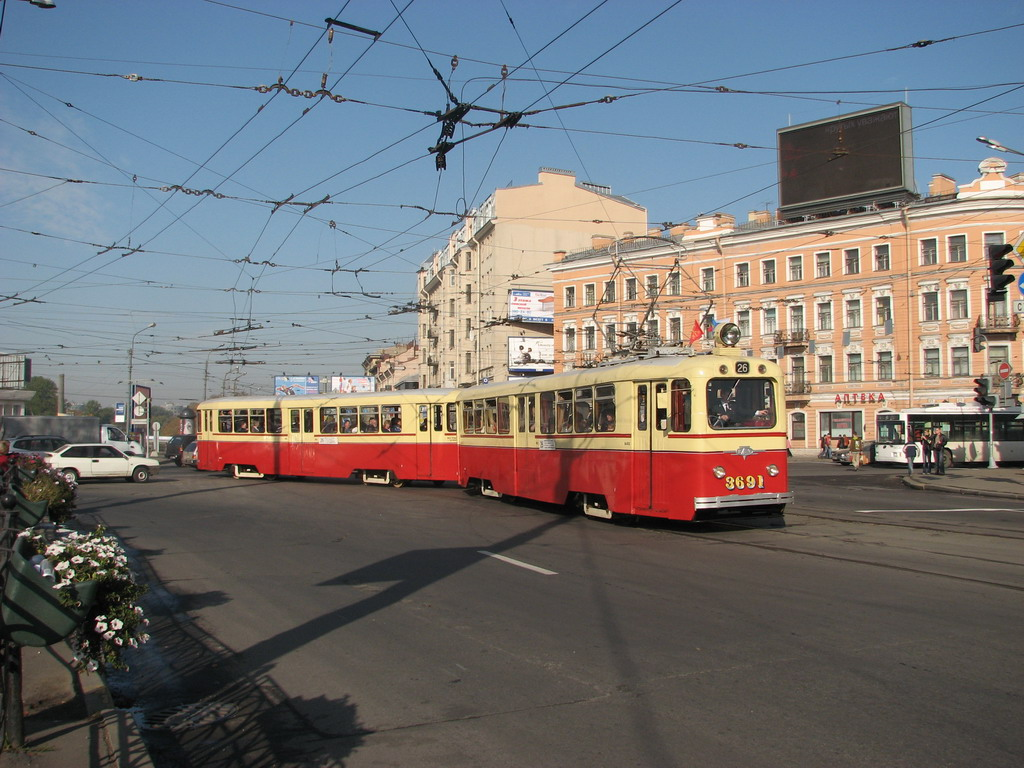
Трамвай ЛМ-49 с прицепным вагоном ЛП-49 на пр. Добролюбова 30 сентября 2007

Для увеличения вместимости трамвайного поезда вагоны соединяли по две или три штуки.

#### Прицепные вагоны
До середины XX века не существовало технологии, позволяющей соединять трамвайные вагоны так, чтобы при этом все из них являлись ведущими. В используемых трамвайных поездах ведущим всегда был только первый вагон, все последующие — прицепными.
- У вагонов МС, МЧ, ЛМ-33, ЛМ-47 и ЛМ-49 существовали специальные модификации, в которых мотор изначально отсутствовал и которые могли работать только в качестве прицепных вагонов: МСП, ПЧ, ЛП-33, ЛП-47 и ЛП-49. К одному моторному вагону прицеплялся один, два или три прицепных вагона.
- В 1980-е годы эксплуатировался один вагон ЛП-83, прицеплявшийся к вагону ЛМ-68М.

#### Вагоны, соединённые посистеме многих единиц

Система многих единиц из трёх вагонов ЛМ-68 в Санкт-Петербурге

До июня 2017 в Санкт-Петербурге эксплуатировались 7 парных вагонов ЛВС-86 (на маршруте № 47) и парные вагоны ЛМ-68М (на маршруте № 55), соединённые по системе многих единиц.
- В конце 1980-х — начале 1990-х годов также использовались сцепки из трёх вагонов ЛМ-68 и ЛМ-68М, но они встречались гораздо реже парных сцепок.

Исключение составляли маршруты часа пик: в Калининском и Выборгском районах такими маршрутами были 53, 58 и 61, они с момента создания обслуживались исключительно трёхвагонными сцепками.
- До 17 сентября 2007 года включительно эксплуатировались сцепки вагонов 71-605.
- В конце 1990-х — начале 2000-х годов на нескольких маршрутах ходили сцепки ЛВС-86, после 2005 года они остались только на 47-м маршруте, а после 3 октября 2007 года их число сократилось до 7 штук.

### Цветовая окраска

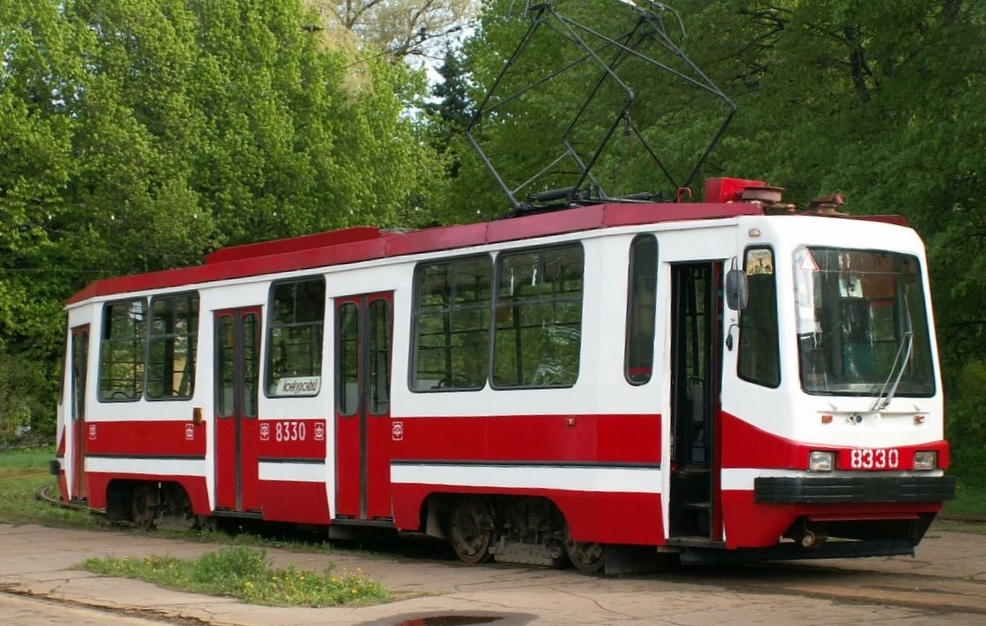
Трамвай ЛМ-99 на конечной станции «Приморский парк Победы»

Для петербургского трамвая в целом традиционной является окраска вагонов преимущественно в красно-белой гамме, но в отдельные периоды в окраске интенсивно использовался желтый (кремовый, слоновая кость). Экспериментальные вагоны имели, как правило индивидуальную окраску. Для вагонов ЛВС-86 сейчас используется схема бордовый низ — кремовый (слоновый) верх, в народе прозванная "слоном".
Исключения:
- трамваи ЛМ-47, ЛП-47, ЛМ-49 и ЛП-49: жёлтый (кремовый) верх, красный низ в разном сочетании полос, после 1973 года в трамвайных парках имени Скороходова, Володарского, Котлякова и парке Кировского района полосы были цвета морской волны, позже - темно-зеленый;
- трамваи ЛМ-57: первый вагон: серый верх, красный низ, серийные - жёлтый (кремовый) верх, синий, зеленый, красный низ в разных вариантах полос, после 1973 - низ красный или морской волны, позже - темно-зеленый;
- трамваи ЛВС-66: разнообразная цветовая гамма, шел интенсивный поиск: бело-желтый с черной цировкой между ними, желтый с полосами цвета морской волны (позже темно-зеленый), бело-сине-серый, бело-красно-серый;
- трамваи ЛМ-68 и ЛМ-68М: сочетания желтый кузов и морской волны (зеленые) полосы (характерно для трамвайных парков имени Леонова, Котлякова, парка Кировского района;
- трамвай ЛВС-89: синие и серые полосы на белом фоне;
- Совершенно любую окраску могли иметь вагоны, полностью оформленные в качестве рекламы той или иной компании или продукта. Ныне трамвай не используется в качестве поля для рекламы.

Уточнения:
- В 2007 году вагоны трамвайного парка № 1 им. Коняшина, использовавшиеся в том числе на Лиговском проспекте, стали получать специфичный так называемый «лиговский окрас»: красные и белые полосы, в том числе наклонные полосы (примеры: http://transphoto.ru/photo/227716/ Архивная копия от 4 марта 2016 на Wayback Machine http://transphoto.ru/photo/276132/ Архивная копия от 30 сентября 2014 на Wayback Machine). В апреле 2008 года данную окраску стали получать и вагоны трамвайных парков № 3 им. Блохина, № 7 им. Володарского и № 8 им. Котлякова.
- Вагоны трамвайного парка № 7 им. Володарского с начала XXI века — сине-белую окраску (пример: http://transphoto.ru/photo/83917/ Архивная копия от 5 марта 2016 на Wayback Machine), которая, впрочем, в апреле 2008 года начала вытесняться красно-белой «лиговской» окраской.
- В 1970-е и 1980-е годы вагоны ЛМ-68 и ЛМ-68М трампарка № 9 им. Котлякова (в 2003 году он объединится с парком № 8), трампарка № 8 и трампарка № 2 им. Леонова имели окраску, отдаленно напоминающую окраску вагонов ЛМ-57: в основном жёлтый цвет, полоски цвета морской волны под окнами и две полосы на уровне колес, иногда также полоса над окнами (примеры: Файл:LM68-3x.jpg http://transphoto.ru/photo/280694/ Архивная копия от 4 марта 2016 на Wayback Machine http://transphoto.ru/photo/110959/ Архивная копия от 29 сентября 2014 на Wayback Machine http://transphoto.ru/photo/114686/ Архивная копия от 17 сентября 2012 на Wayback Machine http://transphoto.ru/photo/125854/ Архивная копия от 4 марта 2016 на Wayback Machine), вместо морской волны использовалась зеленая краска. В то же время вагоны других парков (№ 1,3,4,5,6,7,10) имели традиционное сочетание красного и белого, но с добавлением в разных вариантах черного или серого: (примеры: http://transphoto.ru/photo/125856/ Архивная копия от 29 сентября 2014 на Wayback Machine http://transphoto.ru/photo/365906/ Архивная копия от 5 марта 2016 на Wayback Machine http://transphoto.ru/photo/227020/ Архивная копия от 4 марта 2016 на Wayback Machine https://web.archive.org/web/20060104230750/http://ltrack.by.ru/spb/tram/03/3608_3613.1.htm https://web.archive.org/web/20060104230956/http://ltrack.by.ru/spb/tram/03/3628_3xxx.1.htm).
- В конце 80-х — начале 90-х годов вагоны парка № 9 им. Котлякова стали окрашиваться по схеме, близкой к традиционной, но основной цвет остался жёлтым, то есть широкая жёлтая полоса от окон до колес, выше и ниже — белый цвет (примеры: http://ltrack.by.ru/spb/tram/09/9511_9510.1.htm (недоступная+ссылка) http://transphoto.ru/photo/87661/ Архивная копия от 2 апреля 2016 на Wayback Machine; по второй ссылке в комментариях имеются подробности и уточнения про окраску вагонов разных парков в разные годы). Тогда же вагоны парка № 8 (на ул. маршала Говорова, ныне закрытый парк) получали аналогичную окраску на основе зелёного цвета: широкая зелёная полоса от окон до колес, выше и ниже — белый цвет (примеры: http://ltrack.by.ru/spb/tram/08/8646_8647.2.htm (недоступная+ссылка) http://transphoto.ru/photo/170050/ Архивная копия от 4 марта 2016 на Wayback Machine). В 90-х годах вагоны парка № 2 им. Леонова стали получать традиционную красно-белую окраску, точнее, оранжево-белую. В середине 90-х годов вагоны парка № 7 им. Володарского стали получать окраску на основе синего цвета: широкая синяя полоса от окон до колес, выше и ниже — белый цвет (примеры: http://ltrack.by.ru/spb/tram/07/7603.3.htm (недоступная+ссылка) http://transphoto.ru/photo/330751/ Архивная копия от 5 марта 2016 на Wayback Machine http://transphoto.ru/photo/83917/ Архивная копия от 5 марта 2016 на Wayback Machine). Таким образом, вагоны парков № 7, 8, 9 сильно отличались по окраске от вагонов других парков. Это относится в основном к вагонам ЛМ-68М. Появлявшиеся с конца 80-х годов вагоны ЛВС-86 парков № 8, 9 окрашивались по традиционной красно-белой схеме. В парке № 9 было всего несколько вагонов ЛВС-86, окрашенных так, как вагоны ЛМ-68М этого парка — в жёлтый цвет. В 2000-е годы парки № 8 и 9 были объединены, а их вагоны стали получать традиционную красно-белую окраску.
- В парке № 5 в 2000-е годы окраска вагонов стала белой, с красным низом и серой "юбкой".
- В середине 2000-х годов во всех парках Петербурга, кроме парка № 7, традиционная красно-белая (иногда с чёрным или серым низом) окраска вагонов ЛМ-68М, ЛВС-86, КТМ-5 и др. (примеры: http://transphoto.ru/photo/90673/ Архивная копия от 30 сентября 2014 на Wayback Machine http://transphoto.ru/photo/330817/ Архивная копия от 4 марта 2016 на Wayback Machine, а в парке № 5 бело-красная окраска: http://transphoto.ru/photo/21207/ Архивная копия от 4 марта 2016 на Wayback Machine) заменилась на окраску с чередующимися красными и белыми полосами, как у более новых вагонов ЛВС-97 и ЛМ-99 (примеры: Файл:LM-99K № 8330 at Primorsky Victory park.jpg http://transphoto.ru/photo/32341/ Архивная копия от 23 сентября 2014 на Wayback Machine http://transphoto.ru/photo/116598/ Архивная копия от 4 марта 2016 на Wayback Machine http://transphoto.ru/photo/21208/ Архивная копия от 4 марта 2016 на Wayback Machine). В это же время в парке № 7 вагоны стали получать окраску с чередующимися синими и белыми полосами (то есть цвета сохранились с 90-х — начала 2000-х годов), в конце 2000-х годов синие полосы стали красными, как в других парках (примеры: http://transphoto.ru/photo/85442/ Архивная копия от 4 марта 2016 на Wayback Machine http://transphoto.ru/photo/211072/ Архивная копия от 4 марта 2016 на Wayback Machine). В конце 2000-х годов во многих парках стала применяться и «лиговская» окраска (пример: http://transphoto.ru/photo/276132/ Архивная копия от 30 сентября 2014 на Wayback Machine).
- Однако в конце 2010—2011 годах в трамвайных парках № 3, 5, 7 лиговская окраска стала заменяться на обычную парковую.

## Нумерация
Нумерация трамвайных вагонов в Санкт-Петербурге четырёхзначная. До 1983 года включительно первая цифра означала модель трамвая. Также моторным и прицепным вагонам обычно присвали чётные/нечётные номера (привязка для разных моделей отличалась). 1 января 1983 года была произведена перенумерация всего имеющегося подвижного состава — с этого момента первая цифра стала означать парк приписки вагона (для вагонов совмещённого трамвайно-троллейбусного парка (№ 10) используется цифра 0.